# Bisdom Barcelona (Venezuela)
Het bisdom Barcelona (Latijn: Dioecesis Barcinonensis in Venetiola) is een rooms-katholiek bisdom met als zetel Barcelona, in Venezuela. Het bisdom is suffragaan aan het aartsbisdom Cumaná. 

## Geschiedenis
Het bisdom werd opgericht op 7 juni 1954, uit delen van het bisdom Ciudad Bolívar, en was suffragaan aan het aartsbisdom Caracas. Op 21 juni 1958 wisselde het van kerkprovincie en werd suffragaan aan het nieuw verheven aartsbisdom Ciudad Bolívar. Op 16 mei 1992 wisselde het nogmaals van kerkprovincie en werd suffragaan aan het nieuw verheven aartsbisdom Cumaná. 

## Parochies
Het bisdom had in 2020 een oppervlakte van 20.322 km2 en telde 1.119.042 inwoners waarvan 70,5% rooms-katholiek was.

## Bisschoppen
- José Humberto Paparoni (4 oktober 1954 - 1 oktober 1959)
- Angel Pérez Cisneros (23 mei 1960 - 18 juni 1969)
- Constantino Maradei Donato (18 november 1969 - 16 november 1991)
- Miguel Delgado Avila (16 november 1991 - 21 juni 1997)
- César Ramón Ortega Herrera (15 juli 1998 - 20 januari 2014; apostolisch administrator sinds 21 juni 1997)
  - José Manuel Romero Barrios (hulpbisschop: 2 februari 2012 - 31 mei 2018)
- Jorge Anibal Quintero Chacón (11 juli 2014 - heden)

## Galerij van afbeeldingen

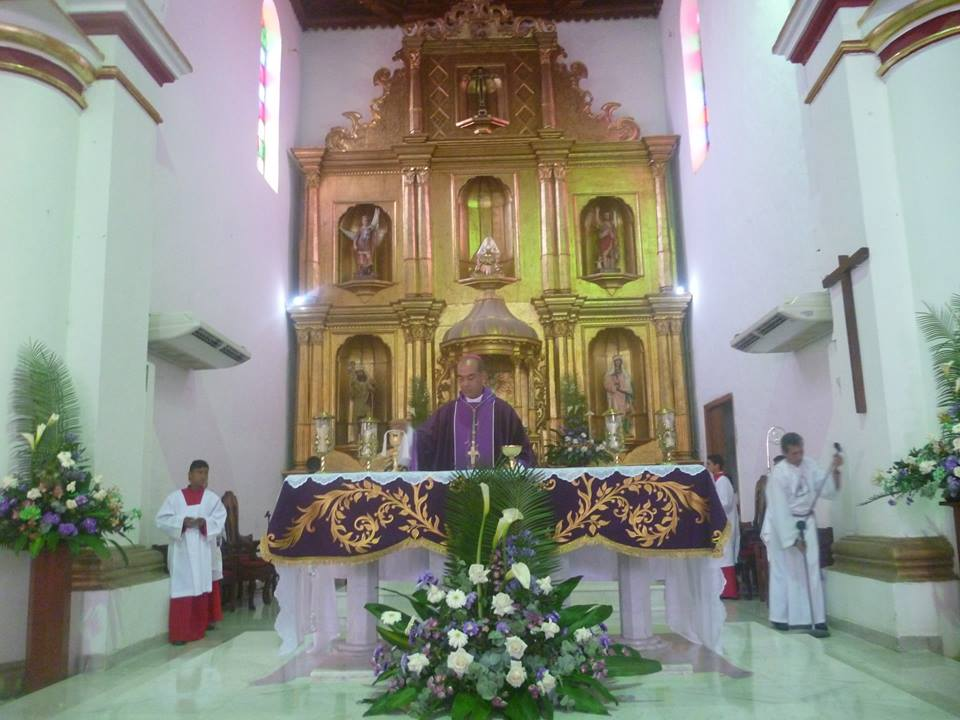
Bisschop Jorge Anibal Quintero Chacón

Cumaná (aartsbisdom) · Barcelona · Carúpano · El Tigre · Margarita